# Baños termales de Sidi Harazem
Los baños termales de Sidi Harazem es un spa de aguas termales de estilo brutalista situado en Sidi Harazem, cerca de la ciudad de Fez, Marruecos. La propiedad es propiedad de la Fundación Caisse de Dépôt et de Gestion. Fue diseñado por Jean-François Zevaco,y fue inaugurado de manera progresiva entre 1960 y 1975.

## Historia
Antes del inicio de las obras de construcción del complejo en 1958, las comunidades rurales que habían habitado la zona durante generaciones fueron forzadas a trasladarse a nuevos asentamientos para liberar espacio para la creación del complejo.
En 2017, Aziza Chaouni y su equipo de arquitectos, ingenieros, investigadores y fotógrafos ganaron una subvención de 150.000 dólares de la Fundación Getty. Entre otras actividades, se construyó un nuevo mercado cerca del complejo de spa para dar cabida a los propietarios de puestos informales y vendedores ambulantes que habían perdido su antiguo mercado en un incendio.